# Делаван (тауншип, Миннесота)
Делаван (англ. Delavan) — тауншип в округе Фэрибо, Миннесота, США. На 2000 год его население составило 275 человек.

## География
По данным Бюро переписи населения США площадь тауншипа составляет 91,9 км², из которых 86,2 км² занимает суша, а 5,8 км² — вода (6,28 %).

## Демография
По данным переписи населения 2000 года здесь находились 275 человек, 116 домохозяйств и 83 семьи.  Плотность населения —  3,2 чел./км².  На территории тауншипа расположено 158 построек со средней плотностью 1,8 построек на один квадратный километр. Расовый состав населения: 98,55 % белых, 1,09 % коренных американцев и 0,36 % приходится на две или более других рас.
Из 116 домохозяйств в 25,0 % воспитывались дети до 18 лет, в 66,4 % проживали супружеские пары, в 2,6 % проживали незамужние женщины и в 27,6 % домохозяйств проживали несемейные люди. 22,4 % домохозяйств состояли из одного человека, при том 12,1 % из — одиноких пожилых людей старше 65 лет. Средний размер домохозяйства — 2,37, а семьи — 2,81 человека.
21,1 % населения — младше 18 лет, 6,5 % — в возрасте от 18 до 24 лет, 26,2 % — от 25 до 44, 28,4 % — от 45 до 64, и 17,8 % — старше 65 лет. Средний возраст — 42 года. На каждые 100 женщин приходилось 111,5 мужчин.  На каждые 100 женщин старше 18 приходилось 106,7 мужчин.
Средний годовой доход домохозяйства составлял 40 893 доллара, а средний годовой доход семьи —  44 167 долларов. Средний доход мужчин —  35 781  доллар, в то время как у женщин — 18 036. Доход на душу населения составил 24 100 долларов. За чертой бедности находились 2,6 % семей и 4,5 % всего населения тауншипа, из которых 3,9 % старше 65 лет.